# اندره کابوش
اندره کابوش (به مجاری: Endre Kabos) ورزشکار مرد رشتهٔ شمشیربازی اهل کشور مجارستان است. وی در بین سال‌های ‎۱۹۳۲ تا ۱۹۳۶ میلادی در مسابقات بازی‌های المپیک تابستانی در مجموع ۴ مدال، شامل ۳ مدال طلا و ۱ برنز را کسب کرد.